# Рязанова, Наталья Николаевна
Рязанова Наталья Николаевна (род. 20 ноября 1946) — советская и российская актриса. Заслуженная артистка РСФСР (1978).

## Биография
В 1968 году окончила Училище искусств Ростова-на-Дону.
Работала в Волгоградском ТЮЗе. Играла в спектаклях: «Сомбреро», «Вей, ветерок» Яна Райниса (Байба), «Эй ты, здравствуй!» Г.Мамлина (Волобуева), «Похождения храброго Кикилы».
С 1978 года работает в Центральном детском театре (ныне — Российский академический Молодёжный театр).

## Театр
- 1989 — «Приключения Тома Сойера» Марка Твена. Режиссёр: Джон Крэнни — Тётя Полли
- 2002 — «Сотворившая чудо» Уильяма Гибсона. Режиссёр: Юрий Ерёмин — Винни
- 2004 — «Волшебник Изумрудного города» Александра Волкова. Режиссёры: Алексей Блохин, Алексей Весёлкин — Виллина
- 2006 — «Самоубийца» Николая Эрдмана. Режиссёр: Вениамин Смехов — Серафима Ильинична
- 2009 — «Приключения капитана Врунгеля». Режиссёр: Борис Гранатов — Госпожа Шпуль
- 2011 — «Мой внук Вениамин». Режиссёр: Нина Дворжецкая — Эсфирь Львовна